# Ludwik Krupka
Ludwik Krupka (ur. 19 stycznia 1902 roku we Włocławku, zm. ?) – polski przemysłowiec i społecznik pochodzenia żydowskiego.

## Życiorys
Był synem kupca Natana (Nachmana) Krupki (1867-1931) i jego drugiej żony Frajdy z domu Toruńczyk (1867-?). Jego babka od strony ojca, Michalina Zakrzewska była polką. Ludwik Krupka z wykształcenia był inżynierem.

### Włocławskie Zakłady Przemysłowe d. Teichfeld i Asterblum
W 1918 roku jego ojciec został głównym akcjonariuszem Włocławskich Zakładów Przemysłowych d. Teichfeld i Asterblum, produkujących wyroby fajansowe.
7 października 1931 roku zmarł Natan Krupka. 3 grudnia tego samego roku Ludwik Krupka otrzymał upoważnienie u notariusza Piotra Walickiego od wszystkich spadkobierców ojca do reprezentowania firmy do czasu uregulowania spraw spadkowych. Tym samym został obok E. Daumana jednym z dwóch dyrektorów Włocławskich Zakładów Przemysłowych. W Roczniku Polskiego Przemysłu na 1936 rok wymieniany jest już jako jedyny dyrektor fabryki. Pełnił tę funkcję do wybuchu II wojny światowej. W 1939 roku fabryka pod jego zarządem wystawiła swoje wyroby na Targach Międzynarodowych w Poznaniu.
Co najmniej do 1939 roku rodzina Krupków mieszkała przy ul. Kościuszki 14 we Włocławku, w miejscu funkcjonowania biura fabryki.

### Lavinit. Perlicz i Krupka
W 1923 r. Natan Krupka wraz z kupcem Baruchem-Łazarem Perliczem założyli fabrykę wyrobów z lawinitu pod nazwą Lavinit. Perlicz i Krupka. Była to jedyna w Polsce tego typu fabryka, która posiadała patent na wyrób produktów z lawinitu wraz z koncesją od jego wynalazcy Willy'ego Henkera z Berlina.
Po śmierci Natana Krupki, udziały w fabryce przeszły na wdowę po nim oraz czwórkę jego dzieci. Ludwik Krupka otrzymał pełnomocnictwo do prowadzenia firmy, potwierdzone u notariusza Walickiego w dn. 3 grudnia. Drugim współwłaścicielem firmy był Samson Perlicz, syn zmarłego w 1930 roku Barucha. W 1934 r. przedsiębiorstwo zmieniło nazwę na Lavinit. Krupka i Perlicza Spadkobiercy. Z powodu licznych długów 8 października 1936 roku fabryka została sprzedana za 29 250 złotych braciom Antoniemu i Stanisławowi Górzyńskim.

## Działalność społeczna
W latach 30. był aktywnym członkiem włocławskiej gminy żydowskiej. W styczniu 1939 r. został powołany do Zarządu Komisarycznego gminy, mającego za zadanie rozwiązanie jej problemów finansowych.
W 1933 roku Ludwik Krupka wchodził w skład zarządu Domu Starców Moszaw Zkenin przy ul. Stodólnej 35 we Włocławku, działającego od 1930 roku. Pomimo że była to instytucja żydowska, 90% jej członków stanowiły osoby zasymilowane z ludnością polską. Działalność charytatywną prowadził już wcześniej ojciec Ludwika, Natan. W 1915 r. był współzałożycielem Schroniska dla Starców Wyznania Mojżeszowego we Włocławku, działającego następnie pod tą samą nazwą co reaktywowane później Moszaw Zkenin.
Roczniki Polskiego Przemysłu z lat 1935 i 1938 wymieniają go jako członka zarządu Banku Handlowo-Przemysłowego przy ul. Cyganka 19 we Włocławku, a także zarządu Towarzystwa Przemysłowców Okręgu Włocławskiego przy ul. Kościuszki 2.
14 marca 1939 r. został zastępcą ławnika Sądu Pracy przy Sądzie Grodzkim we Włocławku, wyłonionym z grupy pracodawców.